# 圆鳞斑鲆
圆鳞斑鲆（学名：Pseudorhombus levisquamis）为牙鲆科斑鲆属的一种鱼类，俗名滑鳞扁鱼。分布于北达日本南部、台灣本島以及两广及海南岛近海等，属于亚热带底层海鱼。该物种的模式产地在台南。